# Kfar Bin Nun
Kfar Bin Nun (hebrejsky כְּפַר בִּן-נוּן, v oficiálním přepisu do angličtiny Kefar Bin Nun) je vesnice typu mošav v Izraeli, v Centrálním distriktu, v Oblastní radě Gezer.

## Geografie
Leží v nadmořské výšce 145 metrů na pomezí hustě osídlené a zemědělsky intenzivně využívané pobřežní nížiny a regionu Šefela. Severovýchodně od vesnice protéká Nachal Ajalon.
Obec se nachází 25 kilometrů od břehu Středozemního moře, cca 28 kilometrů jihovýchodně od centra Tel Avivu a cca 28 kilometrů severozápadně od historického jádra Jeruzalému. Kfar Bin Nun obývají Židé, přičemž osídlení v tomto regionu je etnicky převážně židovské.
Kfar Bin Nun je na dopravní síť napojen pomocí lokální silnice číslo 424. Severně od mošavu probíhá dálnice číslo 1 spojující Tel Aviv a Jeruzalém.

## Dějiny
Kfar Bin Nun byl založen v roce 1952 na místě arabské vesnice al-Kubab, která stávala na severovýchodním okraji současného mošavu a byla vysídlena v roce 1948 během války za nezávislost, kdy se o tento region poblíž Latrunu sváděly opakované těžké boje. Stávala v ní mešita a chlapecká základní škola založená roku 1921. Roku 1931 měl al-Kubab 1502 obyvatel a 382 domů. V září 1948 byla tato oblast ovládnuta židovskými silami a arabské osídlení zde skončilo. Zástavba vesnice pak byla zbořena s výjimkou objektu školy a několika domů, nyní zčásti využívanými současnými židovskými obyvateli v Kfar Bin Nun.
Zakladateli mošavu Kfar Bin Nun byli židovští imigranti z východní Evropy a severní Afriky. Do šestidenní války roku 1967 ležela vesnice poblíž hranice mezi Izraelem a Jordánskem, mezi níž zde v okolo Latrunu existovalo nárazníkové pásmo.
Mošav je pojmenován podle Operace Bin Nun, jež byla součástí bojových akcí Izraelců v prostoru Latrunu během roku 1948. Místní ekonomika je zčásti stále založena na zemědělství (pěstování oliv a mandlí).

## Demografie
Podle údajů z roku 2014 tvořili naprostou většinu obyvatel v Kfar Bin Nun Židé - cca 600 osob (včetně statistické kategorie "ostatní", která zahrnuje nearabské obyvatele židovského původu ale bez formální příslušnosti k židovskému náboženství, cca 700 osob).
Jde o menší obec vesnického typu s dlouhodobě rostoucí populací. K 31. prosinci 2014 zde žilo 656 lidí. Během roku 2014 populace stoupla o 3,3 %.
| Rok            | 1961 | 1972 | 1983 | 1995 | 2001 | 2003 | 2004 | 2005 | 2006 | 2007 | 2008 | 2009 | 2010 | 2011 | 2012 | 2013 | 2014 |
| -------------- | ---- | ---- | ---- | ---- | ---- | ---- | ---- | ---- | ---- | ---- | ---- | ---- | ---- | ---- | ---- | ---- | ---- |
| Počet obyvatel | 143  | 146  | 253  | 347  | 388  | 394  | 398  | 432  | 473  | 507  | 548  | 558  | 575  | 582  | 596  | 635  | 656  |